# مائونا کیا
مونا کیا (به انگلیسی: Mauna Kea) و بزبان محلی بمعنی کوه سفید، آتشفشانی است خاموش در جزایر هاوایی که ارتفاع آن از سطح دریا ۴۲۰۷ متر و از کف اقیانوس ۱۰۱۰۰ متر است. از آخرین فوران آتشفشانی آن، ۴۶۰۰ سال می‌گذرد و سازمان زمین‌شناسی آمریکا در سال ۲۰۱۲ آن را در درجه «نُرمال» قرار داده است. از نظر شرایط محیط زیست دارای دو گونه آب و هوای کوهستانی در قله و جنگلی در دامنه می‌باشد.
با توجه به شرایط آب و هوایی ثابت و ارتفاع قله، محل مناسبی برای ستاره شناسان و اهل نجوم شناخته شده‌است و از سال ۱۹۶۴ که جاده مناسبی برای قله ساخته شده تلسکوپهای متعددی برای رصد ستارگان احداث شده‌است. رصدخانه مونوکی یکی از مراکز علمی دانشگاه هاوایی است و دارای تلسکوپ‌های قوی برای مطالعات رصدخانه‌ای است.

## زمین‌شناسی
مونا کیا یکی از پنج تفتگاه سازنده جزایر هاوایی است و قدمت آن به یک میلیون سال می رسد مرحله سپری (Shield stage) را ۲۵۰۰۰۰ سال پیش پشت سر گذاشته و اکنون خاموش است. دهانه مشخصی ندارد و از خاکستر آتشفشانی پر شده‌است. ارتفاع آن ۴۲۰۷ متر و از مونا لوا بزرگتر است و بلندترین نقطه ایالت هاوایی است.

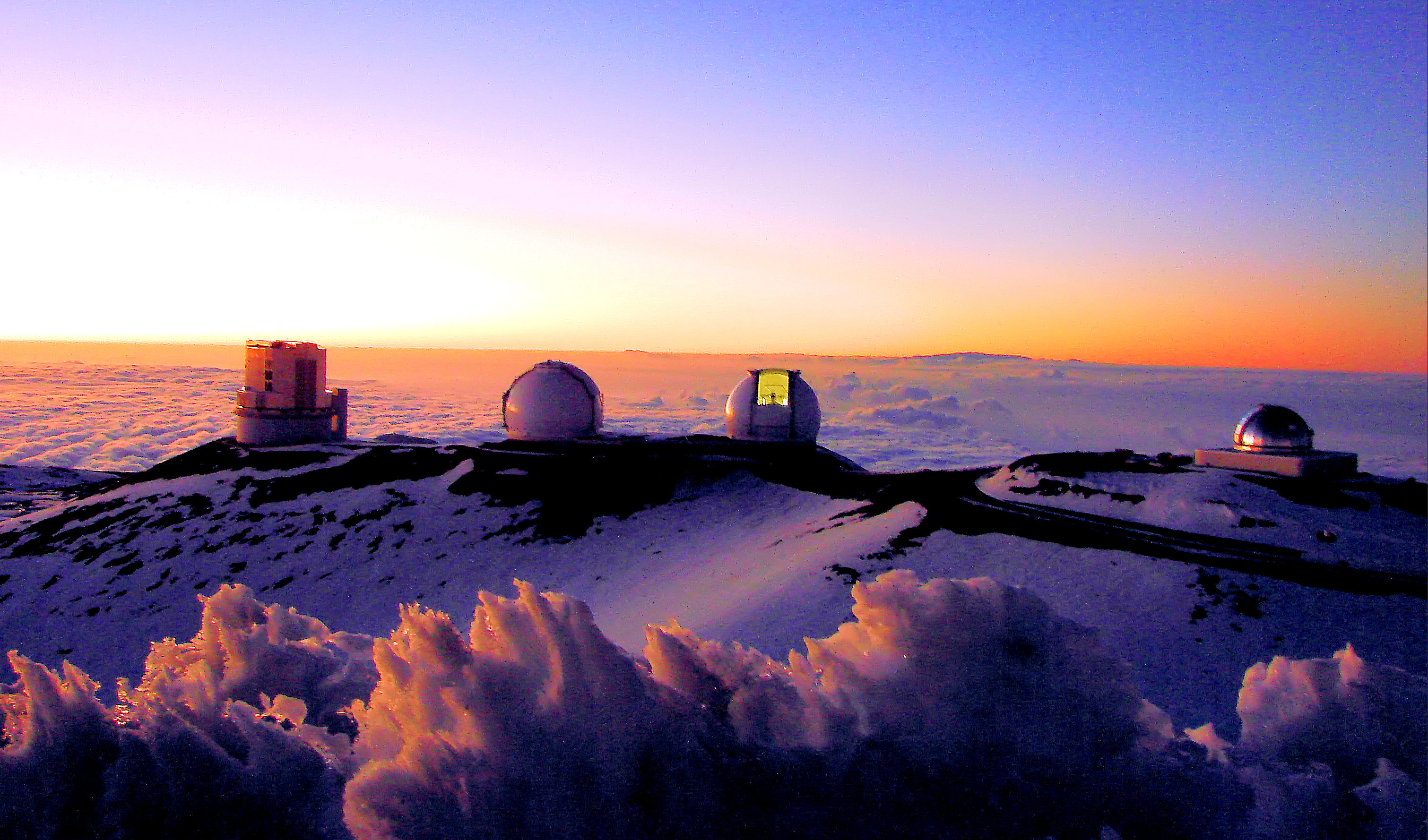
غروب آفتاب در رصدخانه موناکیا از چپ به راست: تلسکوپ سوبارو، دو تلسکوپ کک و تلسکوپ ناسا